# Медиак (Сосновский район)
Медиа́к — деревня в Сосновском районе Челябинской области. Входит в состав Мирненского сельского поселения.

## География
Расположена на берегу одноимённой реки, в месте её впадения в реку Зюзелгу. Расстояние до районного центра села Долгодеревенского 25 км.

## История
Поселок основан в 1760-е годы, как выселок-заимка казака Челябинской крепости Назара Розепина.
Наиболее распространенные фамилии: Резепины, Аксёновы, Кнутаревы, Кожевины, Игнатьевы, Ефимовы.
В 1909 году по инициативе казака Ивана Филипповича Кожевина в поселке была построена церковь, освящённая в честь апостолов Петра и Павла. Настоятелями храма в разное время были священники Алексей Мельников, Стефан Никифоров и Александр Кнутарев. Также в Медиаке действовал старообрядческий молельный дом, наставником общины в 1920-е годы был Иван Потапович Резепин. Местные староверы принадлежали к беспоповскому толку Часовенному согласию. При поселке имелось два кладбища: Православное и старообрядческое, по воспоминаниям старожилов, оно было обложено камнем, и стояли кресты-голубцы, изготовленные из лиственницы.  Проводилась ежегодная ярмарка. В поселке работал конный маслодельный завод Мартемьяна Резепина.
До 1842 года Медиакский выселок относился к правлению Челябинской станицы, с 1842 года к Кременкульской станице, с 1868 года к Долгодеревенской станице, с 1918 года к Есаульской станице.
Во время Гражданской войны в 1918 году, в поселке совместно с казаками из пос. Харлушевского была сформирована Харлушевско-Медиакская пешая казачья сотня числом около 70 человек, под командованием хорунжего Рукавицына и прапорщика Петрова. Основной задачей сотни была помощь белочехам и разведывательная деятельность.
В 1930—1931 годы по Медиаку прокатился каток раскулачивания, в ходе которого более половины казачьего населения было выслано за пределы Челябинского района (Нижний Тагил, Серов, Березники и др.).

## Население
| 2002 | 2010 |
| ---- | ---- |
| 246  | ↗259 |

По данным Всероссийской переписи, в 2010 году численность населения деревни составляла 259 человек (131 мужчина и 128 женщин).

## Улицы
Уличная сеть деревни состоит из 13 улиц и 3 переулков.